# Calcio a 5 ai Giochi sudamericani
Il calcio a 5 ai Giochi sudamericani ha iniziato la propria storia ufficialmente nel 2002, nel 2010 si terrà la terza edizione del torneo.
Nelle edizioni del 1994 in Venezuela e nel 1998 in Ecuador, la Confederación Sudamericana de Futsal organizzò tornei di Calcio a 5 durante i giochi ODESUR, ma dall'avvento della FIFA nella gestione del calcio a 5 a livello di manifestazioni multidisciplinari, la presenza dei tornei ai giochi sudamericani furono cancellati dalla lista ufficiale delle manifestazioni sportive presenti alle due edizioni , tanto da ottenere formale protesta da parte di Patricio Ortiz Alarcón, pioniere del futsal ecuadoriano.

## Edizioni
| Anno | Paese ospitante    | Campione  |
| ---- | ------------------ | --------- |
| 1994 | Valencia Venezuela | Venezuela |
| 1998 | Cuenca Ecuador     | Paraguay  |

| 2002 | Rio de Janeiro Brasile | Brasile | 5 - 0 | Argentina | Bolivia   | 4 - 2 | Paraguay |
| 2006 | Buenos Aires Argentina | Brasile | 6 - 0 | Paraguay  | Argentina | 2 - 1 | Ecuador  |
| 2010 | Medellín Colombia      |         |       |           |           |       |          |